# دوغ هاريس (منافس ألعاب قوى)
دوغ هاريس (بالإنجليزية: Doug Harris) هو منافس ألعاب قوى نيوزيلندي، ولد في 15 يونيو 1919، وتوفي في 17 يونيو 1996.

## وصلات خارجية
- دوغ هاريس على موقع أوليمبيديا (الإنجليزية)
- دوغ هاريس على موقع اللجنة الأولمبية النيوزيلندية (الإنجليزية)